# 16 floréal
16 germinal 16 prairial
Le sextidi 16 floréal, officiellement dénommé jour de la consoude, est le 226e jour de l'année du calendrier républicain.
C'était généralement le 5e jour du mois de mai dans le calendrier grégorien.